# Station Lublin Północ
Station Lublin Północ is een spoorwegstation in de Poolse plaats Lublin.